# Polygonum zaravschanicum
Polygonum zaravschanicum là một loài thực vật có hoa trong họ Rau răm. Loài này được Zak. miêu tả khoa học đầu tiên.